# Подводные лодки типа «Арго»
Подводные лодки типа «Арго» (итал. Argo) — подводные лодки ВМС Италии времён Второй мировой войны. Спроектированы и построены фирмой «Кантьери Риунити делль‘Адриатико»(CRDA), Монфальконе, на основе проекта «Балилла». Изначально были заказаны Португалией в 1931 году, но вскоре контракт был расторгнут. Итальянское правительство перекупило лодки для собственного флота и в 1936 году работы возобновились. Всего были построены 2 лодки, они имели частично двухкорпусную конструкцию и рабочую глубину погружения 90 метров. Лодки отличались большой дальностью плавания и хорошей маневренностью, но относительно низкой скоростью. Послужили прототипом для строившихся во время войны подводных лодок типа «Флутто».
С сентября 1940 по октябрь 1941 года лодки базировались в Бордо (Франция) и действовали против судоходства союзников в Атлантике, затем были переведены в Средиземное море.

## Подводные лодки типа «Арго»
| Подводная лодка | Верфь | Спущена на воду | Начало службы | Конец службы                                                                   |
| --------------- | ----- | --------------- | ------------- | ------------------------------------------------------------------------------ |
| Argo            | CRDA  | 27.11.1936      | 31.8.1937     | затоплена в 11.9 1943 в Монфальконе на верфи CRDA                              |
| Velella         | CRDA  | 12.12.1936      | 1.9.1937      | потоплена 7.9.1943 в Салернском заливе английской подводной лодкой Shakespeare |